# Ibér írások

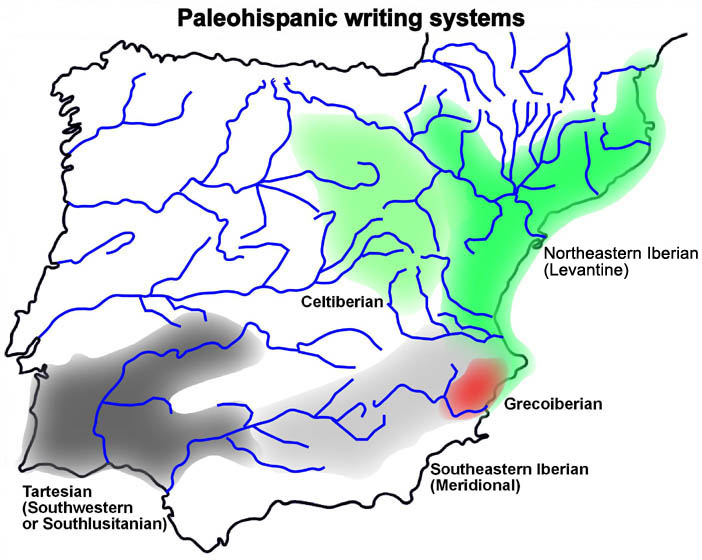
Ibériai írások a paleohispán írások között.

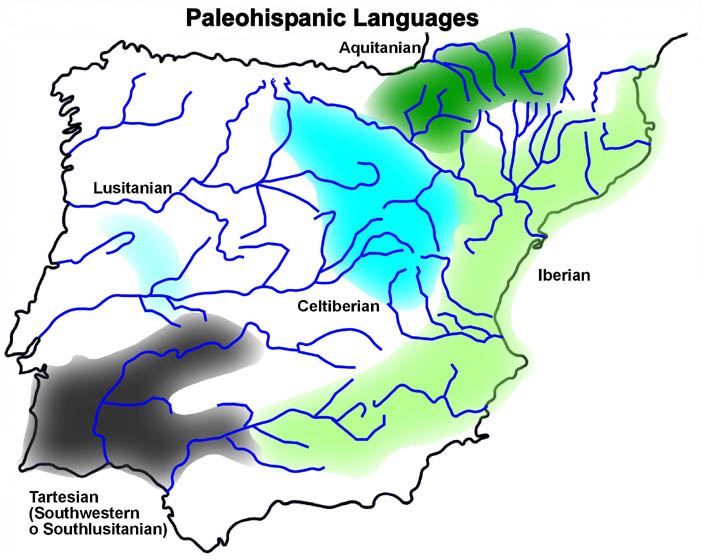
Az ibériai nyelv a paleohispán nyelvekkel összefüggésben. A világoszöld (a Földközi-tenger partja mentén) az ibériai nyelv, a sötétszürke (főleg Dél-Portugália) a tartesszoszi nyelv, a sötétkék (Spanyolország középső része) a keltibér nyelv, a világoskék (főleg Észak-Portugália) a luzitán nyelv, a sötét pedig zöld (Kelet Pireneusok) az akvitániai nyelv kiterjedését mutatja.

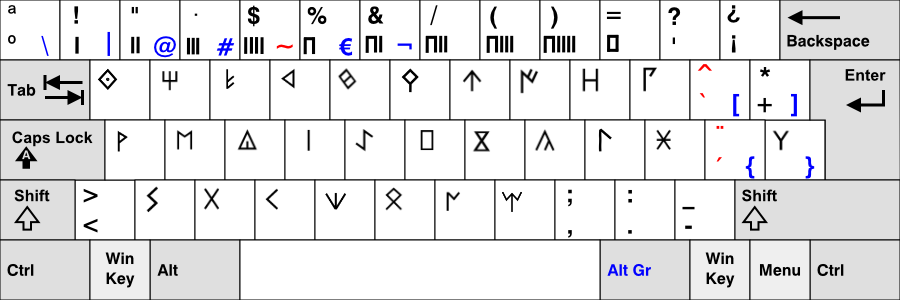
Paleohispán billentyűzet

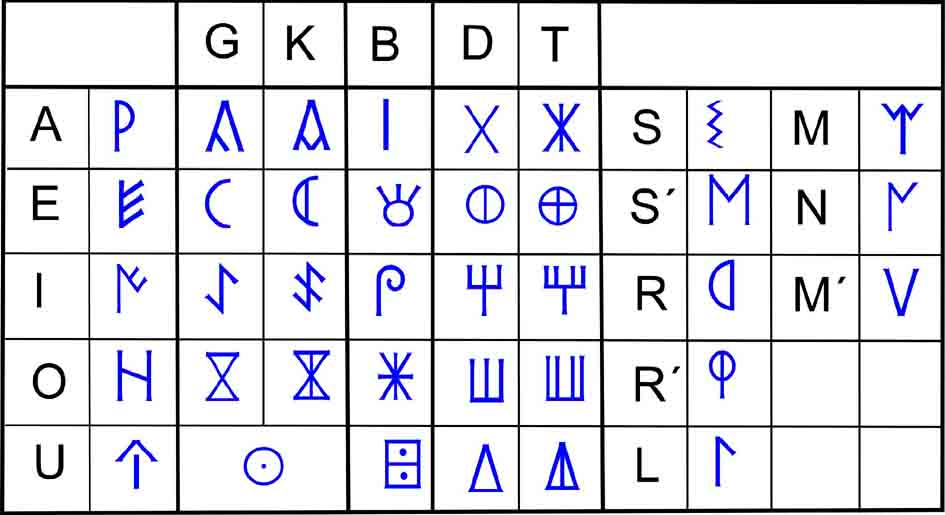
Az északkeleti ibériai írás „kettős” változatának javaslata (Ferer i Jané alapján), 2005.

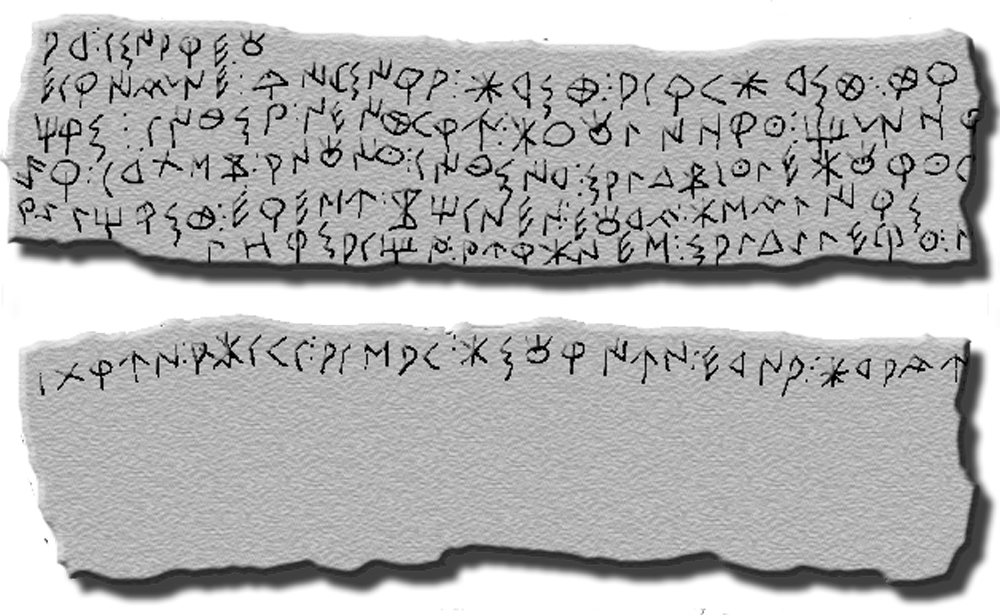
Az Ullastrettől származó ólomplakett az írásrendszer mindkét változatával.

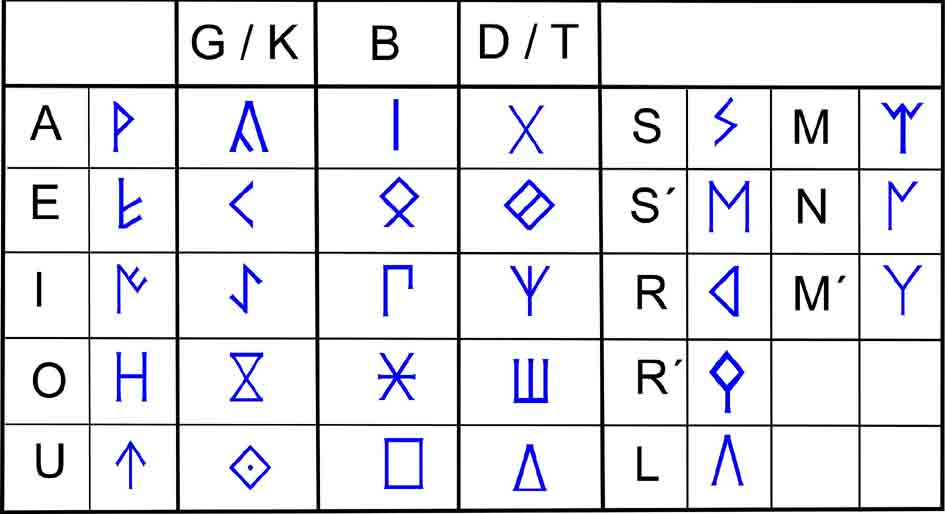
Egy északkeleti ibériai írás (nem szerepel mindkét változat).

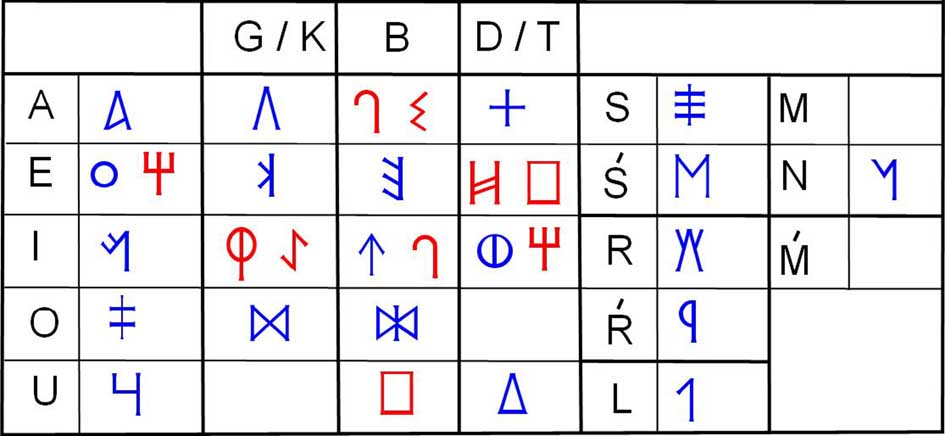
A délkeleti ibér írás lehetséges jelkészlete (Correa 2004). A vörös a vitatható eredetű írásjeleket szimbolizálja.

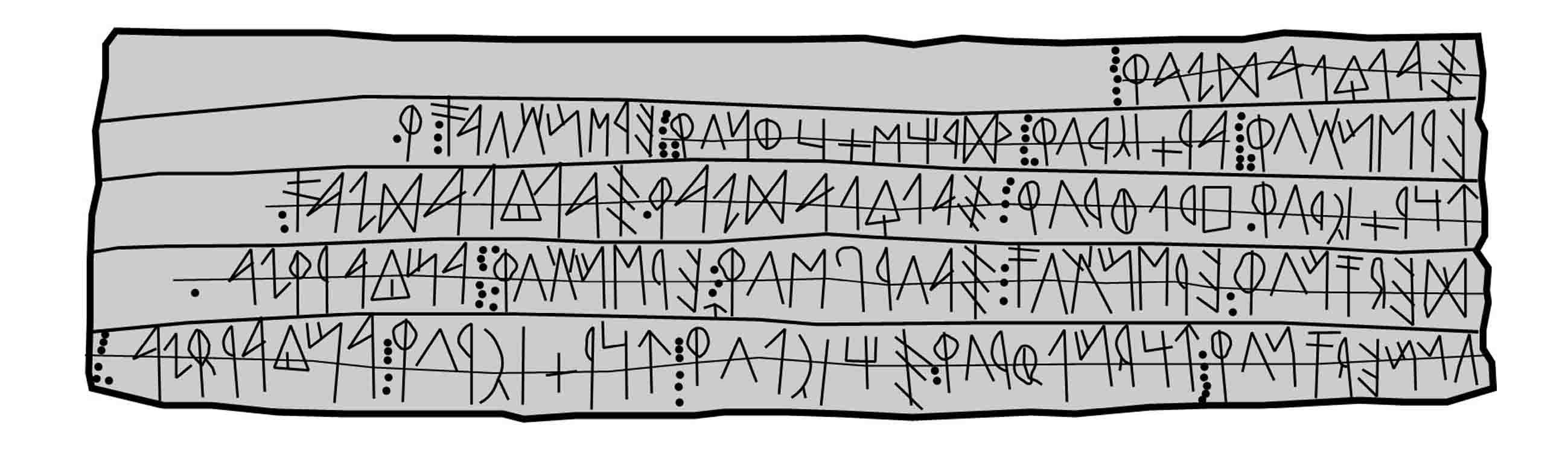
Ólomtábla La Bastida de les Alcusses-ból (Moixent) délkeleti ibériai írással.

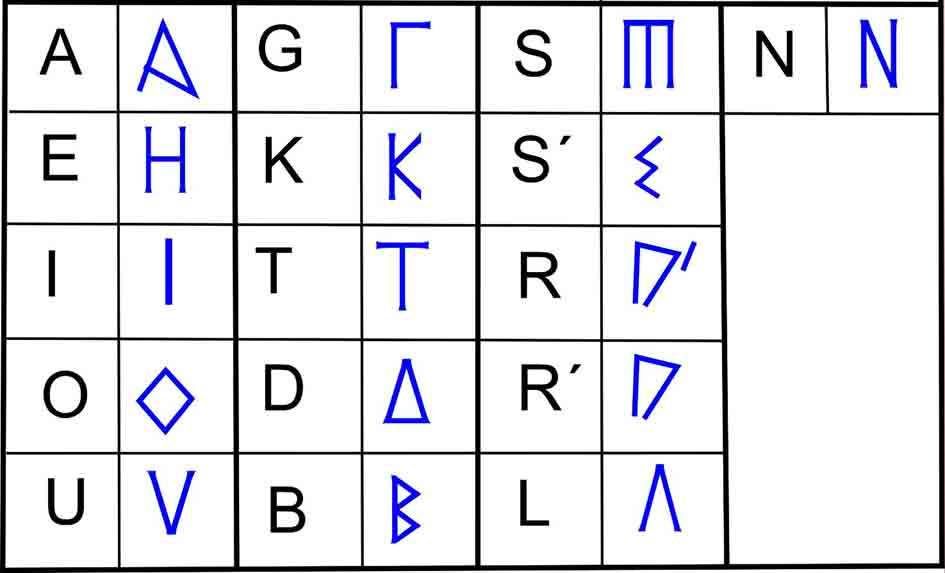
A gréko-ibér ábécé.

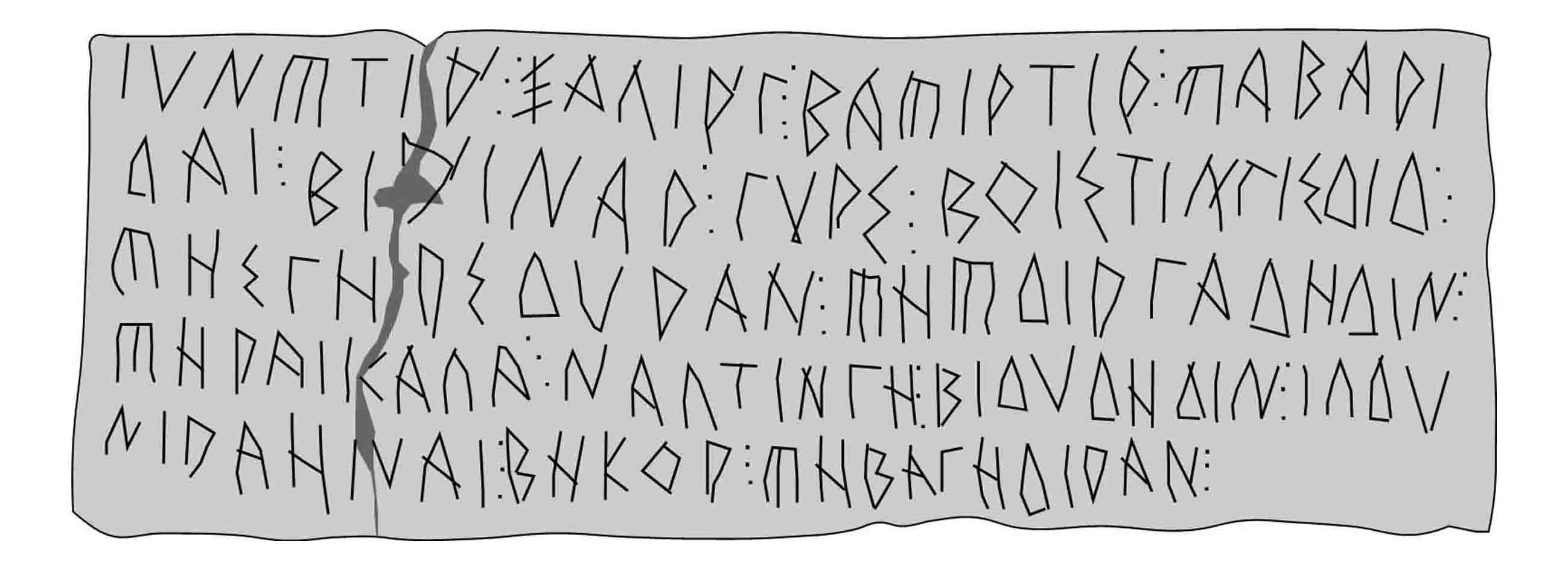
Ólomtábla la Serretából (Alcoi) a gréko-ibér ábécével

Az ibér írások a kihalt ibér nyelv leírásához használt paleohispán írások. Az írásrendszerek népes családjában egy szokatlan ágat képviselnek, mivel inkább félszótagírások mint teljes értékű ábécék. A legrégebbi ibér nyelvű feliratok az időszámításunk előtti 4. vagy esetleg az 5. századból származnak, a legkésőbbiek pedig a Kr.e. 1. század végéről, esetleg az i.e. 1. század elejéről.

## Változatok
A családnak két fő grafikai és földrajzi változata van:
- Északkeleti ibér írás
  - Kettős változat (i.e. 4. század és ie 3. század) (feltételes)
  - Nem kettős változat (i.e. 2. század és ie 1. század)
- Délkeleti ibér írás

Abban az értelemben, hogy az ibér írások az ibér nyelv ábrázolására létrehozott írásrendszerek. Volt egy olyan változat, amely a görög írás egy helyi formája volt az ibér nyelv hangjaihoz igazítva, a gréko-ibér ábécé. Elsősorban Alicanteban és Murciában használták. A délnyugati ibér írás, amely nagyon hasonlít a délkeletihez, de a tatesszoszi nyelv lejegyzésére használták, ismert még a keltibér írás, amely az északkeleti ibér írás közvetlen leszármazottja, és a keltibér nyelv leírására használták, de nem bizonyított, hogy technikailag valóban rokonságban áll az ibér írásokkal.
Az északkeleti változatot gyakran egyszerűen ibériai írásnak nevezik, mivel az ismert ibér nyelvű feliratok 95%-a ezzel az írással készült. Ezeket főként az Ibériai-félsziget északkeleti részében találták meg, főként a Languedoc-Roussillon és Alicante közötti tengerpart mentén, de találtak leleteket az Ebro-völgyében is.
A délkeleti ibér írás kevéssé ismert, és a feljegyzésekben is vannak hiányosságok: Nincsenek egyértelműen azonosított jelek például a /gu/, /do/ és /m/ szótagok és hangok ábrázolására. Az északkeleti változattal ellentétben a délkeleti megfejtése még nem teljes, mert az írásjelek egy nagy csoportja esetén nem egyértelmű a hangérték. A délkeleti feliratokat elsősorban az Ibériai félsziget délkeleti részén találtak: Kelet-Andalúzia, Murcia, Albacete, Alicante és Valencia.
Az ibér írások jelkészletei között jelentős grafikai változatosság van, és az elmúlt évtizedekben számos tudós arra a meggyőződésre jutott, hogy az északkelet-ibér írás (és újabban a keltibér írás) esetében a két különböző forma létrejöttének oka van. Úgy tűnik, hogy az eredeti egyszerű betűket kifejezetten a /b/, /d/, /g/ hangok leírásához alakították ki, míg a /t/ és /k/ a /d/ és /g/ hangokat szótagjelekből, egy vonás hozzáadásával jelölték (ez az úgynevezett kettős jelzős modell: lásd a jobb oldali képet). Ha ez az újítás helyes, akkor párhuzamba állítható a latin G betű C-ből való keletkezésével egy vonás hozzáadásával.

## Osztályozás
A gréko-ibér ábécét leszámítva az ibér írások az írásrendszerek egy szokatlan formáját képviselik, mivel egyszerre rendelkeznek az ábécék és a szótagírások jellemzőivel: a folytonos hangokat (frikatív hangok, mint az /s/, és szonoránsok, mint az /l/, /m/, és magánhangzók) külön betűkkel írták, mint a föníciai ábécében (vagy a görögben a magánhangzók esetében), de a nem folytonos hangokat (a magánhangzókat /b/, /d/, /t/, /g/ és /k/) szótagjelekkel írták, amelyek a mássalhangzót és a magánhangzót együttesen ábrázolták, mint a japán kana írásrendszerben. Vagyis az ibér írás jelei között a /ga/ nem mutatott hasonlóságot a ge-szótagjelével, és a bi-sem a bo-val. Ezt az egyedi írásformát „félszótagírásnak” nevezik.
A délkeleti-ibér írást jobbról balra írták, mint a föníciai ábécét, míg az északkeleti ennek fordítottja balról jobbra, mint a görög ábécé.

## Eredet
Az ibér írásokat az egyszerűség kedvéért és a nagyfokú hasonlóságok alapján a paleohispán írások közé soroljuk, de az egymással és a szomszédos kortárs írásrendszerekkel, például a gréko-ibér ábécével való kapcsolatuk nem tisztázott. Általánosan elfogadott, hogy legalább részben a görög és/vagy a föníciai ábécéből származtak, ezért hasonló a jelkészletük. Egyes kutatók arra a következtetésre jutnak, hogy az észak- és dél-ibér írások eredete végső soron kizárólag a föníciai ábécé, mások szerint a görög ábécé is szerepet játszott, megint mások pedig az ó-itáliai ábécé hatásait feltételezik. Úgy tűnik, hogy vagy maguk a betűjelek változtak meg, vagy új értékeket vettek fel. Például a déli /e/ betűjel a föníciai 'ayin vagy a görög Ο betűjelből származik, míg az északi /e/ a föníciai he vagy a görög Ε betűjelre hasonlít, bár a betűnek a déli ibér írásformában biztosan /be/ volt a hangértéke. Az viszont egyértelmű, hogy a két ibér írás közös eredetű volt, a legáltalánosabban elfogadott vélekedés szerint az északkeleti ibér írás a délkeletiből származik.

## Fordítás
Ez a szócikk részben vagy egészben  az   Iberian scripts című angol Wikipédia-szócikk ezen változatának fordításán alapul.  Az eredeti cikk szerkesztőit annak laptörténete sorolja fel. Ez a jelzés csupán a megfogalmazás eredetét és a szerzői jogokat jelzi, nem szolgál a cikkben szereplő információk forrásmegjelöléseként.